# Florian Kringe
Florian Kringe (ur. 18 sierpnia 1982 w Siegen) – niemiecki piłkarz występujący na pozycji pomocnika.

## Kariera klubowa
Kringe jest wychowankiem klubu TSV Weißtal. Trenował w nim do 1991 roku. Wówczas przeszedł do juniorów Sportfreunde Siegen. W 1994 roku trafił do juniorskiej ekipy Borussii Dortmund. W sezonie 2001/2002 został przesunięty do jej pierwszej drużyny. W tamtym sezonie ani razu zagrał jednak w lidze, a jego klub zdobył mistrzostwo Niemiec i wystąpił w finale Pucharu UEFA, który przegrał 2:3 z Feyenoordem.
W sezonie 2002/2003 Kringe został wypożyczony do drugoligowego 1. FC Köln. W jego barwach zadebiutował 16 sierpnia 2002 w wygranym 4:3 pojedynku z MSV Duisburgiem. Od czasu debiutu w drużynie z Kolonii, Kringe był jej podstawowym graczem. 7 października 2002 w wygranym 7:0 meczu z Unionem Berlin strzelił dwa gole, które był jego pierwszymi w zawodowej karierze. Na koniec sezonu 2002/2003 zajął z klubem drugie miejsce w lidze i awansował z nim ekstraklasy. Wówczas jego wypożyczenie do 1. FC Köln przedłużono o kolejny sezon. W pierwszej lidze niemieckiej zadebiutował 9 sierpnia 2003 w przegranym 1:2 spotkaniu z 1. FC Kaiserslautern. Pierwszą bramkę w Bundeslidze zdobył 20 marca 2004 w zremisowanym 2:2 meczu z VfB Stuttgart. Na koniec sezonu 2003/2004 jego klub zajął osiemnaste miejsce w lidze i spadł do drugiej ligi. Wówczas Kringe powrócił do Borussii.
W barwach klubu Dortmundu zadebiutował 17 lipca 2004 w wygranym 1:0 meczu Pucharu Intertoto z KRC Genk. Pierwszy ligowy występ dla Borussii zanotował 11 września 2005 w zremisowanym 2:2 spotkaniu z VfL Bochum. 16 kwietnia 2005 w zremisowanym 1:1 meczu z Arminią Bielefeld Kringe strzelił pierwszego gola w trakcie gry w Borussii. W sezonie 2007/2008 zagrał z nią w finale Pucharu Niemiec, jednak uległ tam z nią po dogrywce 1:2 Bayernowi Monachium.
31 sierpnia 2009 Kringe został wypożyczony na rok do Herthy Berlin. Po wypożyczeniu powrócił do poprzedniego klubu, Borussii Dortmund.
Od sezonu 2012/2013 grał w 2. Bundeslidze w zespole FC St. Pauli, w którym zakończył karierę po rundzie jesiennej sezonu 2014/2015.

### Statystyki
| Klub               | Sezon              | Liga               | Liga  | Liga   | Puchar kraju | Puchar kraju | Europa | Europa | Suma  | Suma   |
| Klub               | Sezon              | Liga               | Mecze | Bramki | Mecze        | Bramki       | Mecze  | Bramki | Mecze | Bramki |
| ------------------ | ------------------ | ------------------ | ----- | ------ | ------------ | ------------ | ------ | ------ | ----- | ------ |
| 1. FC Köln         | 2002/2003          | 2. Bundesliga      | 33    | 7      | 3            | 0            | –      | –      | 36    | 7      |
| 1. FC Köln         | 2003/2004          | Bundesliga         | 29    | 1      | 3            | 1            | –      | –      | 32    | 2      |
| 1. FC Köln         | Ogólnie            | Ogólnie            | 62    | 8      | 6            | 1            | 0      | 0      | 68    | 9      |
| Borussia Dortmund  | 2004/2005          | Bundesliga         | 30    | 1      | 3            | 0            | 2      | 0      | 35    | 1      |
| Borussia Dortmund  | 2005/2006          | Bundesliga         | 30    | 5      | 1            | 0            | 2      | 1      | 33    | 6      |
| Borussia Dortmund  | 2006/2007          | Bundesliga         | 34    | 2      | 2            | 0            | –      | –      | 36    | 2      |
| Borussia Dortmund  | 2007/2008          | Bundesliga         | 27    | 5      | 4            | 0            | –      | –      | 31    | 5      |
| Borussia Dortmund  | 2008/2009          | Bundesliga         | 29    | 4      | 3            | 1            | 2      | 0      | 34    | 5      |
| Borussia Dortmund  | 2011/2012          | Bundesliga         | 1     | 0      | 1            | 0            | –      | –      | 2     | 0      |
| Borussia Dortmund  | Ogólnie            | Ogólnie            | 151   | 17     | 14           | 1            | 6      | 1      | 171   | 19     |
| Hertha BSC         | 2009/2010          | Bundesliga         | 12    | 0      | 0            | 0            | 3      | 0      | 15    | 0      |
| Hertha BSC         | Ogólnie            | Ogólnie            | 12    | 0      | 0            | 0            | 3      | 0      | 15    | 0      |
| FC St. Pauli       | 2012/2013          | 2. Bundesliga      | 27    | 1      | 0            | 0            | –      | –      | 27    | 1      |
| FC St. Pauli       | 2013/2014          | 2. Bundesliga      | 24    | 5      | 0            | 0            | –      | –      | 24    | 5      |
| FC St. Pauli       | 2014/2015 j        | 2. Bundesliga      | 5     | 0      | 1            | 0            | –      | –      | 6     | 0      |
| FC St. Pauli       | Ogólnie            | Ogólnie            | 56    | 6      | 1            | 0            | 0      | 0      | 57    | 6      |
| Ogólnie w karierze | Ogólnie w karierze | Ogólnie w karierze | 281   | 31     | 21           | 2            | 9      | 1      | 311   | 34     |

## Kariera reprezentacyjna
W 2003 roku Kringe rozegrał cztery spotkania w reprezentacji Niemiec U-21.